# Санкт-Петербургский государственный университет сервиса и экономики
Санкт-Петербу́ргский госуда́рственный университе́т се́рвиса и эконо́мики (СПбГУСЭ) — ранее существовавшее государственное высшее учебное заведение, расположенное в Санкт-Петербурге и Северо-Западном регионе России, готовившее специалистов для социальной сферы по широкому спектру финансовых, экономических, технических, технологических и социально-культурных специальностей. Приказом Министерства образования и науки Российской Федерации от 29 декабря 2012 г. № 1128 Санкт-Петербургский государственный экономический университет (СПбГЭУ) был реорганизован в форме присоединения к нему федерального государственного бюджетного образовательного учреждения высшего профессионального образования «Санкт-Петербургский государственный университет сервиса и экономики» в качестве структурного подразделения, а затем реструктурирован в 2014 году с перераспределением студентов СПбГУСЭ по подразделениям СПбГЭУ.

## История
Свою историю университет ведёт с Ленинградского филиала Московского технологического института бытового обслуживания, открытого 16 сентября 1969 года как института вечерне-заочной формы обучения. Обучение велось по четырём специальностям. Так как потребность населения в бытовых услугах удовлетворялась недостаточно, то задачей института была подготовка необходимого количества дипломированных специалистов для предприятий не только для Ленинграда, но и для всего Северо-Западного региона.
С 1990 года институт начал подготовку специалистов по дневной форме обучения, а также была открыта подготовка по новым специальностям.
В 1993 году Ленинградский филиал Московского технологического института был преобразован в Технологический институт сервиса государственной академии сферы быта и услуг (СПбТИСГАСБУ), в 1999 году стал самостоятельным высшим учебным заведением, которое носило название Санкт-Петербургского государственного института сервиса и экономики (ГИСЭ), в 2002 году приказом Министерства образования России институт получил статус Академии (СПбГАСЭ), а в 2005 году также приказом Министерства образования РФ — статус университета (СПбГУСЭ).
В настоящее время СПбГУСЭ является единственным высшим учебным заведением в Санкт-Петербурге, Ленинградской области и областях Северо-Западного региона России по подготовке специалистов сервисного обслуживания населения, в том числе и для отраслей бытового и коммунального обслуживания городского хозяйства по широкому спектру экономических, технических, технологических, сервисных и социально-культурных специальностей.
В 2012 году университет был реорганизован путём присоединения к Санкт-Петербургскому государственному экономическому университету в качестве структурного подразделения.

## Консорциум вузов сервиса
СПбГУСЭ является инициатором и головной организацией Национального научно-образовательного инновационно-технологического консорциума вузов сервиса, который был создан в июне 2009 года при участии большинства российских вузов, ведущих подготовку специалистов для сферы сервиса. Форма консорциума была выбрана не случайно: именно в формате консорциума, то есть добровольного и равноправного объединения образовательных учреждений в сфере сервиса, возможно наиболее эффективное сотрудничество в области науки и образования.
Основной целью создания образовательного комплекса нового типа на основе сетевого взаимодействия является повышение качества подготовки кадров для сферы сервиса. Структура организации и содержание подготовки специалистов в рамках научно-образовательного консорциума будет носить сетевой характер. В рамках создаваемой сети будет реализована студенческая и преподавательская мобильность. Будут также широко использоваться дистанционные методы обучения и электронные образовательные ресурсы. Учебный процесс будет построен по модульному принципу. Это даст возможность организовывать длительные практики студентов.
Данная современная многоуровневая научно-образовательная структура, в числе прочих задач, должна реализовывать научно-инновационное сопровождение сервисной деятельности в бизнес-сообществе на основе интеграции научного, образовательного, инновационного и технологического потенциала организаций-членов Консорциума.
В рамках Национального научно-образовательного инновационно-технологического Консорциума вузов сервиса уже сегодня ведётся интенсивная работа. Так, проректоры по разным направлениям работы вузов-участников Консорциума начали взаимодействие по вопросам академической мобильности студентов, грантовой деятельности, дистанционного обучения, разработки нового поколения систем управления учебным процессом и т. д. Ректоры вузов-участников Консорциума регулярно собираются для обсуждения ключевых вопросов деятельности Консорциума.
Сегодня Консорциум объединяет вузы, в которых обучаются 165 тысяч студентов, а также работают более 7 тысяч преподавателей. В состав Консорциума входят Владивостокский государственный университет сервиса и экономики, Владимирский государственный университет, Восточно-Сибирская государственная академия образования, Дагестанский государственный технический университет, Омский государственный институт сервиса, Поволжский государственный университет сервиса, Рязанский государственный университет имени С. А. Есенина, Санкт-Петербургский государственный университет сервиса и экономики, Сочинский государственный университет туризма и курортного дела, Тверской государственный университет, Уфимская государственная академия экономики и сервиса и Южно-Российский государственный университет экономики и сервиса.

## Достижения
Санкт-Петербургский государственный университет сервиса и экономики является одним из 26 учебных заведений России — победителей конкурса на право стать центром подготовки волонтёров для участия в организации и проведении XXII Олимпийских зимних игр и XI Паралимпийских зимних игр 2014 года, которые были проведены в Сочи. СПбГУСЭ является единственным вузом Санкт-Петербурга, который получил право открыть центр подготовки волонтёров, а до этого в ходе конкурса подавали заявки 60 российских вузов, 8 из которых расположены в Санкт-Петербурге.

## Студенческий спорт
Вуз является участником чемпионатов в рамках розыгрыша Кубка Вузов.

## Институты и факультеты
- Высшее образование:
  - Институт экономики и управления предприятиями сервиса (ул. Седова, 55)
  - Институт региональной экономики и управления (ул. Седова, 15)
  - Институт туризма и международных экономических отношений (ул. Бухарестская, 24)
  - Институт социологии и управления социальными процессами (ул. Бухарестская, 24)
  - Институт дизайна и декоративно-прикладного искусства (ул. Моховая, 40)
  - Институт сервиса автотранспорта, коммунальной и бытовой техники (Прогонная ул., 7)
  - Институт торговли и ресторанного бизнеса (ул. Большая Морская, д. 8)
  - Юридический Институт (ул. Седова, 15)
  - Факультет театрального искусства «Школа русской драмы им. И. О. Горбачева» (ул. Чехова, д. 6)

- Среднее профессиональное образование:
  - Политехнический техникум (ул. Моховая, 40)
  - Техникум пищевой промышленности (ул. Большая Морская, д. 8)
  - Колледж «Станкоэлектрон» (ул. Помяловского, д. 2)

- Центры дополнительной подготовки:
  - Центр повышения квалификации и переподготовки специалистов
  - Центр дополнительного профессионального образования
  - Центр мультимедийных и дистанционных образовательных технологий
  - Центр подготовки волонтёров для олимпийских игр-2014 в г. Сочи

## Филиалы СПбГУСЭ
- Великолукский филиал
- Выборгский филиал
- Калининградский филиал
- Калужский филиал
- Кировский филиал
- Новгородский филиал
- Псковский филиал
- Сыктывкарский филиал
- Сосновоборский филиал
- Старорусский филиал
- Тихвинский филиал